# قهرمانی پارانائنسه
قهرمانی پارانائنسه یک لیگ ایالتی فوتبال در ایالت پارانا در برزیل است که توسط فدراسیون فوتبال پارانائنسه برگزار می‌شود. این رقابت از سال ۱۹۱۵ تاسیس شده است.

## عناوین بر اساس تیم
| رتبه | باشگاه             | قهرمان | نایب‌قهرمان |
| ---- | ------------------ | ------ | ---------- |
| ۱    | کوریتیبا           | ۳۹     | ۲۳         |
| ۲    | اتلتیکو پارانائنزه | ۲۸     | ۱۸         |
| ۳    | Ferroviário        | ۸      | ۷          |
| ۴    | پارانا             | ۷      | ۴          |
| ۵    | Britânia           | ۷      | ۱          |
| ۶    | لوندرینا           | ۵      | ۴          |
| ۷    | Grêmio Maringá     | ۳      | ۴          |
| ۸    | Palestra Itália    | ۳      | ۱          |
| ۹    | اوپراریو فروویاریو | ۲      | ۱۴         |
| ۱۰   | Pinheiros          | ۲      | ۳          |
| ۱۱   | Colorado           | ۱      | ۴          |
| ۱۲   | Internacional      | ۱      | ۱          |
| ۱۲   | Paranavaí          | ۱      | ۱          |
| ۱۴   | Água Verde         | ۱      | ۰          |
| ۱۴   | América            | ۱      | ۰          |
| ۱۴   | Cascavel EC        | ۱      | ۰          |
| ۱۴   | Comercial          | ۱      | ۰          |
| ۱۴   | Iraty              | ۱      | ۰          |
| ۱۴   | Monte Alegre       | ۱      | ۰          |